# Velorail

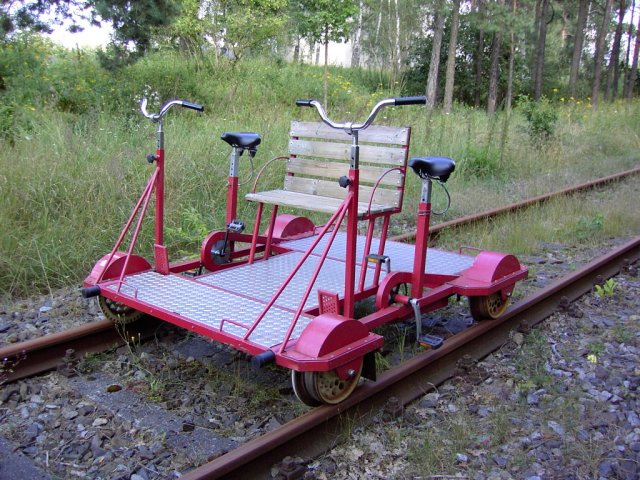
Un velorail sulla tratta ferroviaria tra Templin e Fürstenberg/Havel, in Germania

Il velorail (detto anche ferrociclo, bicicletta su rotaia, bicirotaia, ciclotreno, rail bike) è un veicolo ferroviario leggero a propulsione a pedali derivato dalla draisina ferroviaria. Esattamente come una bicicletta, il velorail è equipaggiato con pedali e catene di trasmissione; anziché, però, circolare su strada, esso scorre su binari ferroviari dismessi. Questa caratteristica rende il mezzo ideale per fare attività ludica o sportiva e facilmente impiegabile per la fruizione turistica dei territori: con il velorail è infatti possibile addentrarsi nei territori naturali di una regione e scoprire, da un punto di vista originale e ravvicinato, e senza inquinare, delle infrastrutture antiche o di valore artistico quali ponti, viadotti o tunnel.

Da anni particolarmente diffusa nel Nord Europa, soprattutto in Francia, la conoscenza delle opportunità offerte dal velorail sta diffondendosi anche in Italia a seguito di una sempre più diffusa coscienza ecologista e del turismo sostenibile.
Generalmente il velorail viene praticato lungo i binari delle linee ferroviarie dismesse. La sua velocità media si aggira intorno ai 30 chilometri orari, raggiungendo in discesa i 40 km/h.
Il velorail si differenzia dall’handcar principalmente per le diverse destinazioni d’uso: mentre l’handcar viene tradizionalmente impiegato come mezzo di lavoro per la manutenzione di binari e nelle miniere, l’uso del velorail è esclusivamente per svago e per scopi turistici.

## Storia
Nel 1930, l'operaio francese Lucien Péraire raggiunse Irkutsk, in Unione Sovietica, percorrendo la Transiberiana sulla bicicletta che aveva modificato in Tatarstan. Su quest'avventura scrisse il libro "Tra la mondo per biciklo kaj Esperanto" (Attraverso il mondo in bicicletta e in esperanto), pubblicato dal Club Esperanto di Agen nel 1990.
Lucien Péraire partì in bicicletta dalla Francia il 24 luglio 1928 ed entrò in Germania il 29 luglio. Arrivò in Unione Sovietica il 12 ottobre, assieme a un compagno di viaggio, ma qui non esisteva nessuna strada. Pensò così a un dispositivo che gli consentisse di andare in bicicletta sui binari ferroviari.
A Kazan, Lucien Péraire, cercando l'attrezzatura sul mercato nero, armeggiò per tre settimane in un laboratorio statale, dove costruì il suo dispositivo per viaggiare in bicicletta sulla ferrovia sovietica. Ottenne il primo permesso per viaggiare in bicicletta sulla Transiberiana grazie al sostegno del club turistico sovietico Avtodor(ru). L'evento fu seguito dalla stampa internazionale. 
È nato così il primo velociclo.

## Funzionamento
Il movimento del velorail viene azionato da uno o due passeggeri che pedalano seduti su sellini; spesso il veicolo è dotato anche di ulteriori postazioni, senza pedali, riservate ai passeggeri. Per questo motivo il velorail ben si presta anche al trasporto di persone disabili.

## Diffusione
La diffusione del velorail, a partire dal Nord Europa, è legata all’attenzione di lunga data e sempre crescente, in questi Paesi, per il turismo sostenibile e per il turismo lento. Punti forti per cui il velorail è così apprezzato sono il suo impatto zero sull'ambiente, la sicurezza per il fruitore - dal momento che il percorso è separato dalla viabilità stradale - e la possibilità di addentrarsi in molti scenari naturali altrimenti difficilmente raggiungibili.

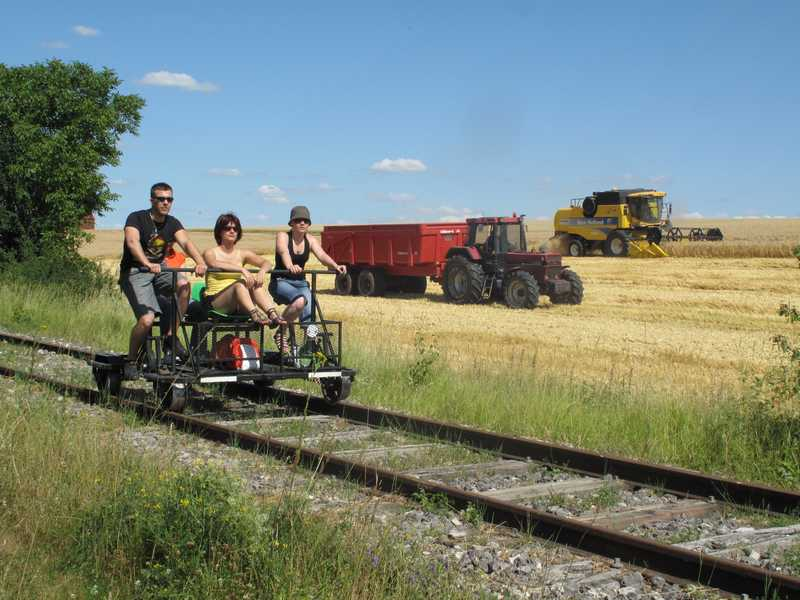
Velorail presso La Ferté-Gaucher, nella regione dell'Île-de-France, in Francia

- Velorail presso La Ferté-Gaucher, nella regione dell'Île-de-France, in Francia La Francia è probabilmente lo Stato europeo che ha maggiormente valorizzato l'uso del velorail come risorsa turistica. Su tutto il territorio francese, nel 2021, si registravano 56 percorsi di velorail. Molti tra questi si sono riuniti, a partire dal 2004, nella Federazione dei Vélorail di Francia[2], organo che partecipa attivamente allo sviluppo del turismo locale e alla compilazione del regolamento di sicurezza per l’attività. Tra i tanti percorsi di velorail esistenti, si può citare "Sur les rails du Larzac": un sistema di quattro percorsi, intorno al comune di Sainte-Eulalie-de-Cernon (in Occitania), che si snodano su 17 chilometri complessivi, 12 tunnel e 6 viadotti[3].

- In Belgio sono presenti percorsi di velorail sulla tratta Kalterherberg – Sourbrodt della Vennbahn, l’antica linea ferroviaria sul confine tra Belgio e Germania.
- In Germania; lungo il fiume Molignée sulla tratta Maredsous – Warnant della vecchia linea 150 (che collega il basso fiume Sambre alle Ardenne francesi). La linea ferroviaria lunga dieci chilometri che collega i comuni di Mörlenbach e Wald-Michelbach nell'Odenwald, è un percorso chiuso dal 1994 e ora classificato come monumento storico. Viene percorso dal primo carrello per biciclette al mondo ad energia solare. I 26 carrelli a pedale sono coperti e dotati di moduli solari, dando vita al carrello solare Überwaldbahn. Conduce su numerosi viadotti storici alti fino a 32 metri, oltre che attraverso due tunnel e attraverso aree boschive.

- In Lussemburgo è presente una linea di velorail sulla tratta Fond-de-Gras – Bois-de-Rodange della linea industriale Pétange - Fond-de-Gras - Doihl, detta “delle Miniere”.

- In Svezia è possibile vivere un’esperienza a contatto con la natura grazie al velorail, lungo circa 9 km, presente nei pressi della cittadina di Lund[4].
- In Irlanda nel 2023 è stata inaugurato il Kiltimagh Velo Rail Project, nuova attrazione turistica nella contea di Mayo che consente ai visitatori di pedalare lungo i binari su speciali "bici da rotaia". Si tratta del primo progetto di questo tipo in Irlanda. È lungo 15 chilometri e attraversa la città di Kiltimagh, i cui binari erano abbandonati da 60 anni[5].

### Diffusione in Italia
Anche in Italia, seppur in ritardo rispetto ai Paesi del Nord Europa, negli ultimi anni si è registrato lo sviluppo di alcuni progetti di velorail. Nel Paese sono più di 1600 i chilometri di linee ferroviarie dismesse con decreto ministeriale e abbandonate. Un'ulteriore spinta potrebbe venire dalla legge n. 2670 del 9 agosto 2017, che promuove l'istituzione di ferrovie turistiche mediante il reimpiego di linee in disuso o in corso di dismissione situate in aree di particolare pregio naturalistico o archeologico. E modo per rendere attrattive le aree interne e sviluppare un turismo lento e responsabile. Ma la china della burocrazia è sempre la più difficile da superare.

#### Calabria
Il 15 giugno 2019, a Rende, è stato presentato il primo prototipo in Calabria di velorail.

#### Lombardia
Nel 2023, la Regione Lombardia ha approvato un progetto per il ripristino della ferrovia della Valmorea per un totale di 10 milioni di euro. L'obiettivo degli amministratori locali è di istituire un percorso di cicloferrovia in stile "francese", che prevede un collegamento tra Mendrisio e Castellanza per un tratto di 23 chilometri. Il 15 ottobre si è svolto il primo viaggio di prova sulla Valmorea, accompagnato da centinaia di persone e da rappresentanti delle istituzioni locali. Si è deciso che si inizierà con una sperimentazione di 3,4 chilometri da Malnate al Mulino del Trotto per poi poter percorrere l'intero percorso entro la fine del 2024 o inizio del 2025.

#### Marche
Nel 2024 hanno rilanciato il progetto sui binari dell ex Fano - Urbino per 48 km.

#### Piemonte
Il 3 settembre 2022, presso la stazione di Monteu da Po, in provincia di Torino, si è tenuto l'evento, proposto dal Museo Ferroviario Piemontese, "Dalla stazione sui ferrocicli", per riportare l'attenzione sulla tratta della linea Chivasso-Asti e sul suo potenziale turistico.
Dal 2020, inoltre, il gruppo “Rail Bike Italy" promuove incontri sporadici di appassionati in velorail presso la stazione di Ponzano Monferrato.

#### Puglia
Nel 2018, in Puglia, è stata attivata una raccolta firme per restaurare la storica e abbandonata Ferrovia del Mar Piccolo, tra la stazione di Taranto Nasisi e quella dell'Arsenale Militare Marittimo al fine di trasformarla nel primo circuito di velorail a pedale su territorio italiano.

#### Sardegna

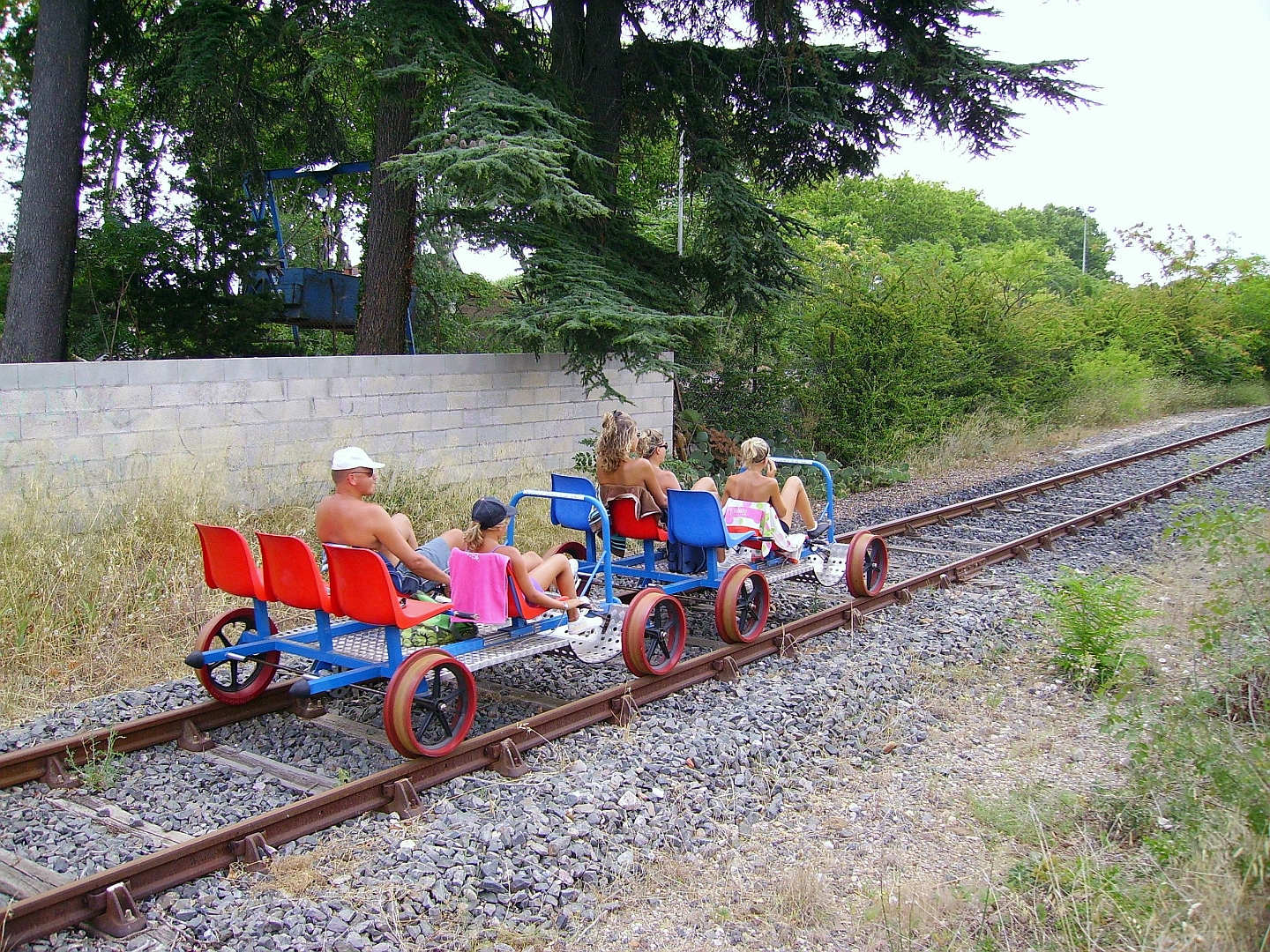
Un velorail familiare

in Sardegna è allo studio la fattibilità di percorsi di velorail in Ogliastra. Al progetto per una linea di velorail, proposto nel 2018, hanno risposto positivamente i sindaci di Ussassai, Lanusei e Tortolì.Si parla di questo progetto durante il IT.A.CÀ - Festival del turismo responsabile.

#### Toscana
Nel 2014, il progetto "Velorail in Val d'Orcia" si è adoperato per portare il velorail lungo la ferrovia della Val d'Orcia, lunga circa 50 km, collegando le stazioni di Monte Antico ed Asciano, tra le province di Grosseto e Siena.

## La legge
La legge 9 agosto 2017 n.128 sulle ferrovie turistiche nel suo articolo 10 dice: "La circolazione dei veicoli a pedalata naturale o  assistita  in possesso dei requisiti tecnici definiti dalle norme UNI  può  essere consentita sulle linee ferroviarie dismesse o sospese, con  modalitá definite dal proprietario o dal gestore dell'infrastruttura,evitando comunque ogni forma di promiscuitá con la circolazione dei treni".

## Convegno

### Incontro sul ferrociclo
Durante il festival IT.A.CÀ - Festival del turismo responsabile a Lanusei il 22 settembre 2024 si è svolta una conferenza sul ferrociclo in Italia. Il Museo ferroviario piemontese ha realizzato il primo ferrociclo in Italia a norma UNI a scartamento ridotto per la Sardegna. È in progetto la certificazione del ferrociclo presso la Italcertifer. L'on.Salvatore Deidda, presidente della Commissione Trasporti, poste e telecomunicazioni della Camera dei deputati ha sostenuto il progetto e ha promesso il suo sostegno per questi progetti in Italia.